# Pesse
Pesse es un pueblo situado en la provincia holandesa de la provincia de Drenthe, en el municipio de Hoogeveen en los Países Bajos.
El pueblo es principalmente conocido por la canoa Pesse, considerada la embarcación más antigua del mundo. La datación por radiocarbono indica que se construyó durante el período mesolítico temprano entre 8040 a. C. y 7510 a. C. Actualmente se encuentra en el Museo Drents en Assen, Países Bajos. Fue encontrada durante la construcción de la cercana autopista A28.